# Cătina (gmina w okręgu Kluż)
Cătina – gmina w Rumunii, w okręgu Kluż. Obejmuje miejscowości Cătina, Copru, Feldioara, Hagău, Hodaie i Valea Caldă. W 2011 roku liczyła 1993 mieszkańców.